# Szymiszów

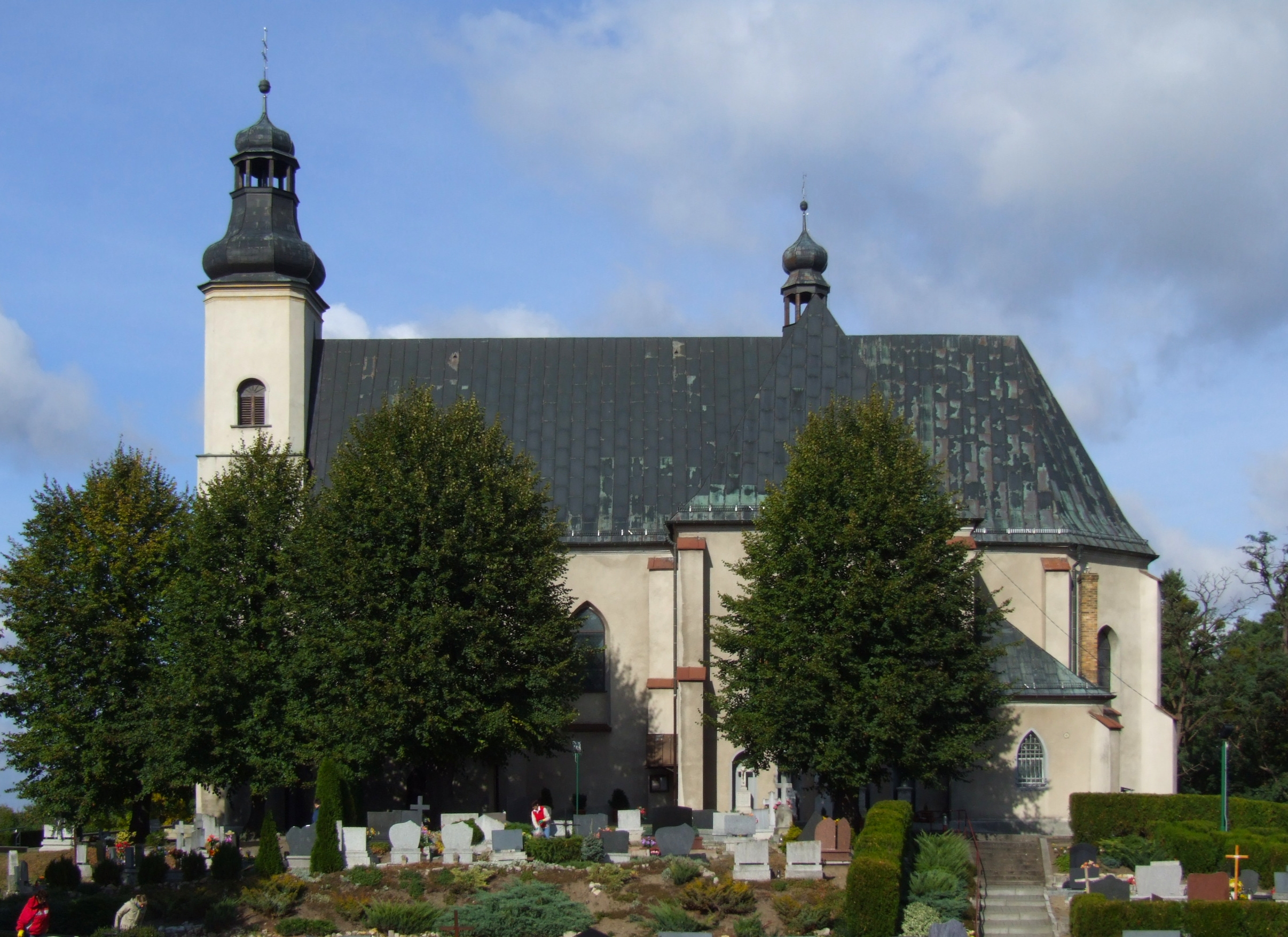
Kirche in Schimischow

Szymiszów (deutsch Schimischow) ist eine Ortschaft in Polen in der Gemeinde Strzelce Opolskie (Groß Strehlitz). Der Ort gehört zum Powiat Strzelecki in der historischen Region Oberschlesien in der heutigen Woiwodschaft Oppeln. Szymiszów besitzt zwei Schulzenämter: Szymiszów Wieś (876 Einwohner) und Szymiszów Osiedle (1005 Einwohner).

## Geografie

### Geografische Lage
Szymiszów liegt vier Kilometer nordwestlich vom Gemeindesitz und der Kreisstadt Strzelce Opolskie und 28 Kilometer südöstlich von der Woiwodschaftshauptstadt Oppeln.

### Nachbarorte
Nachbarorte von Szymiszów sind im Norden Sucha (Suchau) und im Süden Rożniątów (Rosniontau).

## Geschichte
Bei der Volksabstimmung in Oberschlesien am 20. März 1921 stimmten 171 Wahlberechtigte für einen Verbleib bei Deutschland und 277 für Polen. Auf Gut Suchau stimmten 22 Personen für Deutschland und 52 für Polen, im Gutsbezirk Schimischow stimmten 227 für Deutschland und 168 für Polen. Schimischow verblieb beim Deutschen Reich. 1933 lebten im Ort 1621 Einwohner. Am 9. September 1936 wurde der Ort in Heuerstein O.S. umbenannt. 1939 hatte der Ort 1589 Einwohner. Bis 1945 befand sich der Ort im Landkreis Groß Strehlitz.
1945 kam der bisher deutsche Ort unter polnische Verwaltung und wurde in Szymiszów  umbenannt und der Woiwodschaft Schlesien angeschlossen. Von 1945 bis 1954 war Szymiszów Sitz der Gemeinde Szymiszów. 1950 kam der Ort zur Woiwodschaft Oppeln. 1999 kam der Ort zum wiedergegründeten Powiat Strzelecki.

## Vereine
- Deutsche Freundschaftskreise in Szymiszów und Szymiszów Osiedle